# Orphula pagana
Orphula pagana är en insektsart som först beskrevs av Carl Stål 1861.  Orphula pagana ingår i släktet Orphula och familjen gräshoppor. Inga underarter finns listade i Catalogue of Life.